# Abelino Eskorcia
Abelino Eskorcia Zúniga (Masaya, Departamento de Masaya, Nicaragua, 10 de noviembre de 1909-20 de mayo de 1998) fue un poeta, novelista, folklorista, investigador e historiador. Desde muy joven abrazó con calor y entusiasmo el movimiento obrero revolucionario de Nicaragua. Fue miembro de la junta directiva de la Central de Trabajadores en 1944.  
Fundó numerosos órganos periodísticos, voceros de la clase obrera, llegando a ser al mismo tiempo corresponsal y colaborador de los diarios Novedades, Flecha y La Noticia. En 1948 publicó su primer libro de poesías: Crepúsculo Rojo. Como dirigente sindical, viajó por diferentes países. Murió en Masaya el 20 de mayo de 1998.

## Obra
- Crepúsculo Rojo (1948).
- Apuntes Históricos de la Ciudad de Masaya (1974).
- Secuencia Literaria (poemario) “Camerino”.
- Panorama Folklórico Masayés[1]
- El Padre Piura (novela).
- Salmos de la Vida.
- Leyendas.
- Calle de Abajo (poesías).
- Acopio de la Obra de Vega Matus.